# Hraniční přechod Cínovec–Zinnwald
Hraniční přechod Cínovec–Zinnwald (německy Grenzübergang Zinnwald–Cínovec) je bývalý silniční hraniční přechod, který se nachází na česko-německé státní hranici na hraničním úseku X/13 – X/14 mezi českou obcí Cínovec (okres Teplice, Ústecký kraj) a německou vsí Zinnwald-Georgenfeld (místní část města Altenberg, zemský okres Saské Švýcarsko-Východní Krušné hory, spolková země Sasko). Přechod leží v nadmořské výšce 816 m n. m. na místní obecní komunikaci, která na německé straně pokračuje ulicí Teplitzer Straße. Před zrušením byl určen pro pěší a cyklisty.
Západně od něj se na silnici I/8 nachází nový hraniční přechod Cínovec–Altenberg.
Hraniční přechod byl zrušen při vstupu České republiky do Schengenského prostoru v roce 2007. V případě dočasného znovuzavedení ochrany vnitřních hranic je provoz na hraničním přechodu upraven Sdělením Ministerstva vnitra č. 395/2021 Sb.

## Další informace
- Hranice mezi Čechami a Saskem pevně stanovená Chebskou smlouvou z 25. dubna 1459 rozdělila obec Cínovec na českou část a německou (Zinnwald-Georgenfeld). Tato hranice je v téměř nezměněné podobě stále platná a je jednou z nejstarších dohodou vymezených hraničních linií v Evropě.
- V blízkosti přechodu vedou na české straně turistické cesty E3, Stezka Českem, Via Czechia - severní a Příhraniční hornická naučná stezka.
- Hraniční buk – hranici vymezoval od roku 1537; zanikl a v roce 2007 byl vysazen nový strom.